# Pawieł Drozdiecki
Pawieł Gawriłowicz Drozdiecki (ros. Павел Гаврилович Дроздецкий, ur. 1903 w Borkach w guberni witebskiej, zm. w lipcu 1979 w Leningradzie) – funkcjonariusz radzieckich służb specjalnych, generał porucznik.

## Życiorys
Urodzony w rosyjskiej rodzinie chłopskiej, od listopada 1918 pracował na kolei w Piotrogrodzie, jesienią 1919 wrócił do rodzinnej wsi, od listopada 1925 do października 1927 w Armii Czerwonej. Od maja 1926 członek WKP(b), od 1930 pracownik Pełnomocnego Przedstawicielstwa OGPU Leningradzkiego Okręgu Wojskowego, od kwietnia 1933 funkcjonariusz obwodowego wydziału/zarządu GPU/NKWD Karelskiej ASRR, od 23 marca 1936 młodszy porucznik bezpieczeństwa państwowego. Od września 1936 pełnomocnik operacyjny Wydziału 4 (Tajno-Politycznego) Zarządu Bezpieczeństwa Państwowego (UGB) Zarządu NKWD obwodu leningradzkiego, od 31 maja 1937 pomocnik szefa, od 2 września 1937 szef Oddziału 5 Wydziału Tajno-Politycznego UGB Zarządu NKWD obwodu leningradzkiego, od listopada 1938 do listopada 1939 p.o. szefa Wydziału 4 Zarządu 1 i zastępca szefa Wydziału 2 UGB Zarządu NKWD obwodu leningradzkiego, od 27 kwietnia 1939 starszy porucznik bezpieczeństwa państwowego. Od listopada 1939 do 1940 szef Wydziału 2 UGB Zarządu NKWD obwodu lwowskiego, 29 maja 1940 awansowany na kapitana bezpieczeństwa państwowego, od listopada 1940 do maja 1941 szef Wydziału 2 UGB NKWD Ukraińskiej SRR, od maja do grudnia 1941 szef Zarządu 3 NKGB Ukraińskiej SRR, równocześnie od 27 sierpnia 1941 członek grupy operacyjnej NKWD w obwodzie saratowskim, 23 listopada 1941 awansowany na majora bezpieczeństwa państwowego. Od grudnia 1941 do czerwca 1942 zastępca szefa Zarządu 3 NKWD Ukraińskiej SRR, od czerwca 1942 do 7 maja 1943 szef Zarządu NKWD obwód czelabiński, 14 lutego 1943 mianowany komisarzem bezpieczeństwa państwowego, od 7 maja 1943 do marca 1944 szef Zarządu NKGB obwodu czelabińskiego, od 22 marca 1944 do 13 lipca 1946 zastępca ludowego komisarza/ministra bezpieczeństwa państwowego Ukraińskiej SRR, od 2 lipca 1945 komisarz bezpieczeństwa państwowego 3 rangi, a od 9 lipca 1945 generał porucznik. Od 13 lipca 1946 do 3 kwietnia 1948 szef Zarządu 5 MGB ZSRR, od 3 kwietnia 1948 do 3 stycznia 1951 szef Zarządu MGB obwodu swierdłowskiego, 1949 eksternistycznie ukończył Instytut Prawniczy w Swierdłowsku, od 3 stycznia do 13 listopada 1951 minister bezpieczeństwa państwowego Uzbeckiej SRR, następnie w dyzpozycji Zarządu Kadr MGB ZSRR. Od 28 stycznia 1952 do 16 marca 1953 szef Zarządu MGB obwodu włodzimierskiego, od 16 marca do 16 lipca 1953 szef Zarządu MWD obwodu włodzimierskiego, od 3 września 1953 do 24 kwietnia 1954 zastępca szefa Zarządu MWD obwodu nowogrodzkiego, od 24 kwietnia 1954 do 1956 zastępca szefa Zarządu KGB obwodu nowogrodzkiego, od 21 grudnia 1956 w rezerwie, od sierpnia 1957 na emeryturze.

## Odznaczenia
- Order Czerwonego Sztandaru (trzykrotnie – 20 września 1943, 20 października 1944 i 25 lipca 1949)
- Order Wojny Ojczyźnianej I klasy (10 kwietnia 1945)
- Order Czerwonej Gwiazdy (dwukrotnie – 24 listopada 1942 i 3 listopada 1944)
- Odznaka "Zasłużony Funkcjonariusz NKWD" (28 maja 1941)

I 10 medali.